# Блохин, Иван Иванович
Иван Иванович Блохин (1917, Фомиха, Суздальский уезд — 17 октября 1948) — лётчик-ас, подполковник Советской Армии, участник Великой Отечественной войны, Герой Советского Союза (1943).

## Биография
Иван Блохин родился в 1917 году в селе Фомиха (ныне — Камешковский район Владимирской области) в семье крестьянина. После окончания школы фабрично-заводского ученичества работал токарем на московском заводе.
В 1937 году был призван на службу в Рабоче-крестьянскую Красную Армию. В 1938 году он окончил военную авиационную школу в Москве. С начала Великой Отечественной войны на её фронтах. В 1942 году вступил в ВКП(б). К августу 1943 года майор Иван Блохин был штурманом 239-го истребительного авиаполка 235-й истребительной авиадивизии 10-го истребительного авиакорпуса 2-й воздушной армии Воронежского фронта.
К августу 1943 года он совершил 240 боевых вылетов, принял участие в 80 воздушных боях, в ходе которых лично сбил 6 и в группе не менее 1 самолёта противника (в наградном листе говорится о 11 личных и 10 групповых победах, но это не подтверждается оперативными и отчётными документами полка). 11 и в группе — 10 вражеских самолётов. Летал на истребителе «Ла-5», на одном борту которого была нарисована корзина с котятами, а на другом — кошка в прыжке.
Указом Президиума Верховного Совета СССР от 28 сентября 1943 года за «образцовое выполнение боевых заданий командования на фронте борьбы с немецко-фашистскими захватчиками и проявленные при этом мужество и героизм» майор Иван Блохин был удостоен высокого звания Героя Советского Союза с вручением ордена Ленина и медали «Золотая Звезда» за номером 1691.
К концу войны Блохин совершил более 300 боевых вылетов, принял участие в более чем 100 воздушных боях, лично сбил 10 и в группе — 10 вражеских самолётов. После окончания войны продолжил службу в Советской Армии. В 1947 году окончил Высшие офицерские лётно-тактические курсы. 17 октября 1948 года подполковник И. И. Блохин погиб в авиакатастрофе.
Был награждён двумя орденами Ленина, двумя орденами Красного Знамени, орденом Отечественной войны 1-й степени, а также рядом медалей.

## Память
- Мемориальная доска в память о Блохине установлена Российским военно-историческим обществом на здании Коверинской школы Камешковского района, где он учился.
- В 2016 году на Федеральном военном мемориальном кладбище установлен кенотаф[3][нет в источнике].